# Halmstads och Tönnersjö tingslag
Halmstads och Tönnersjö tingslag var mellan 1891 och 1947 ett tingslag i Hallands län i Hallands södra domsaga. Tingsplatsen var Halmstad.
Tingslaget bildades av Tönnersjö tingslag och Halmstads tingslag och omfattade Tönnersjö härad och Halmstads härad. För tingslaget uppfördes 1891 Gamla tingshuset vid Bredgatan i Östra förstaden.
Tingslaget uppgick 1948 i Hallands södra domsagas tingslag.